# Петрушин, Кирилл Михайлович
Кирилл Михайлович Петру́шин (род. 25 февраля 2000, Москва, Россия) — российский футболист, центральный защитник монгольского клуба «Хангарьд».

## Биография
Воспитанник московского футбола. Окончил РГУФКСМиТ и РЭУ им. Г. В. Плеханова.
На детско-юношеском уровне выступал за клубы «Митино», «Строгино» и академию ФК «Родина».
Выступления на взрослом уровне в 2018—2019 годах начал в чемпионате Москвы за «Зенит» и «Трудовые резервы».
В 2019 году перешёл в обнинский «Квант», выступавший во Втором дивизионе России. Дебютировал за клуб в матче ПФЛ против липецкого «Металлурга» (0:2). За команду в общей сложности провёл 15 матчей в чемпионате и 1 — в Кубке России.
В 2021 году выступал за сборную РГУФКСМиТа в Национальной студенческой футбольной лиге России и стал вместе с командой победителем группы «Б» Высшего дивизиона.
В 2021—2024 годах снова играл в Третьей лиге России за московские СШ-75, «Аврору», «Рим», троицкий «Летний дождик», «Алексин» из Тульской области и подмосковный «Зоркий-Красногорск».
В 2022 году участвовал в медиафутбольном проекте «Хочу в Амкал», в котором дошёл до финала. После этого принял участие в первом сезоне Медийной футбольной лиги в составе команды «Рома», отыграв все 10 матчей без замен. Команда смогла выйти в плей-офф, где в четвертьфинале проиграла будущему победителю 2DROTS. Также сыграл за «Рому» на Московском кубке селебрити-2022 и числился в составе серебряного призёра второго сезона Медиалиги — «Родины Медиа».
В начале 2025 года подписал контракт с футбольным клубом «Хангарьд» из высшей лиги Монголии. Дебютировал 16 марта 2025 года, выйдя в основном составе на матч чемпионата против «Ховда» (3:1). 17 апреля 2025 года забил в ворота «Брэры-Илч», впервые на профессиональном уровне отличившись голом в официальном матче.
16 июля 2025 года за тур до конца чемпионата досрочно завоевал с «Хангарьдом» серебряные медали чемпионата Монголии 2024/25. Команда также квалифицировалась на международный турнир — Лигу вызова АФК. За команду в сезоне 2024/25 провёл 14 матчей в чемпионате (1 гол) и 1 — в кубке Монголии.

## Достижения

### Командные
«Хангарьд»
- Серебряный призёр Чемпионата Монголии: 2024/25